# اراضی موات
اراضی موات به زمین‌های غیر آبادی گفته می‌شود که دارای سه عنصر «مجهول بودن سابقه مالکیت خصوصی»، «عدم مشغولیت به زراعت و مستحدثات (ساختمان) در حال حاضر» و «عدم داشتن مالک در حال حاضر» باشد. در فقه و قانون اراضی موات از مباحات شمرده شده و شخص با حیازت آن مالک زمین می‌شود.

## احیاء
احیاء اراضی موات در قانون به عنوان یکی از اسباب مملک شمرده شده‌است. قانونگذار در قانون مدنی منظور از احیاء این زمین‌ها را این گونه بیان کرده:

## اقسام
برای این گونه اراضی چهار حالت تصور می‌شود:
- زمینی که از اصل موات بوده و علم به عدم مالکیت آن توسط شخص دیگری وجود داشته باشد یا علم به سابقه ملکیت آن وجود نداشته باشد.
- زمینی که در گذشته محل سکونت افرادی بوده، ولی اکنون از بین رفته و منقرض شده‌است.
- زمین خرابه باشد ولی از روی آثار بتوان فهمید مالکی داشته درحالی که آن شخص مجهول است.
- زمینی که مالک از آن اعراض کرده باشد.[۳]